# میگوری، کنیا
میگوری (به انگلیسی: Migori) شهری در استان نیانزا واقع در کشور کنیا است که در سال ۱۹۹۹ میلادی ۳۱٫۶۴۴ نفر جمعیت داشته و جمعیت آن در سال ۲۰۰۵ میلادی به ۵۲٫۵۷۰ نفر رسیده‌است.